# アリューシャン列島第二次世界大戦国定記念碑

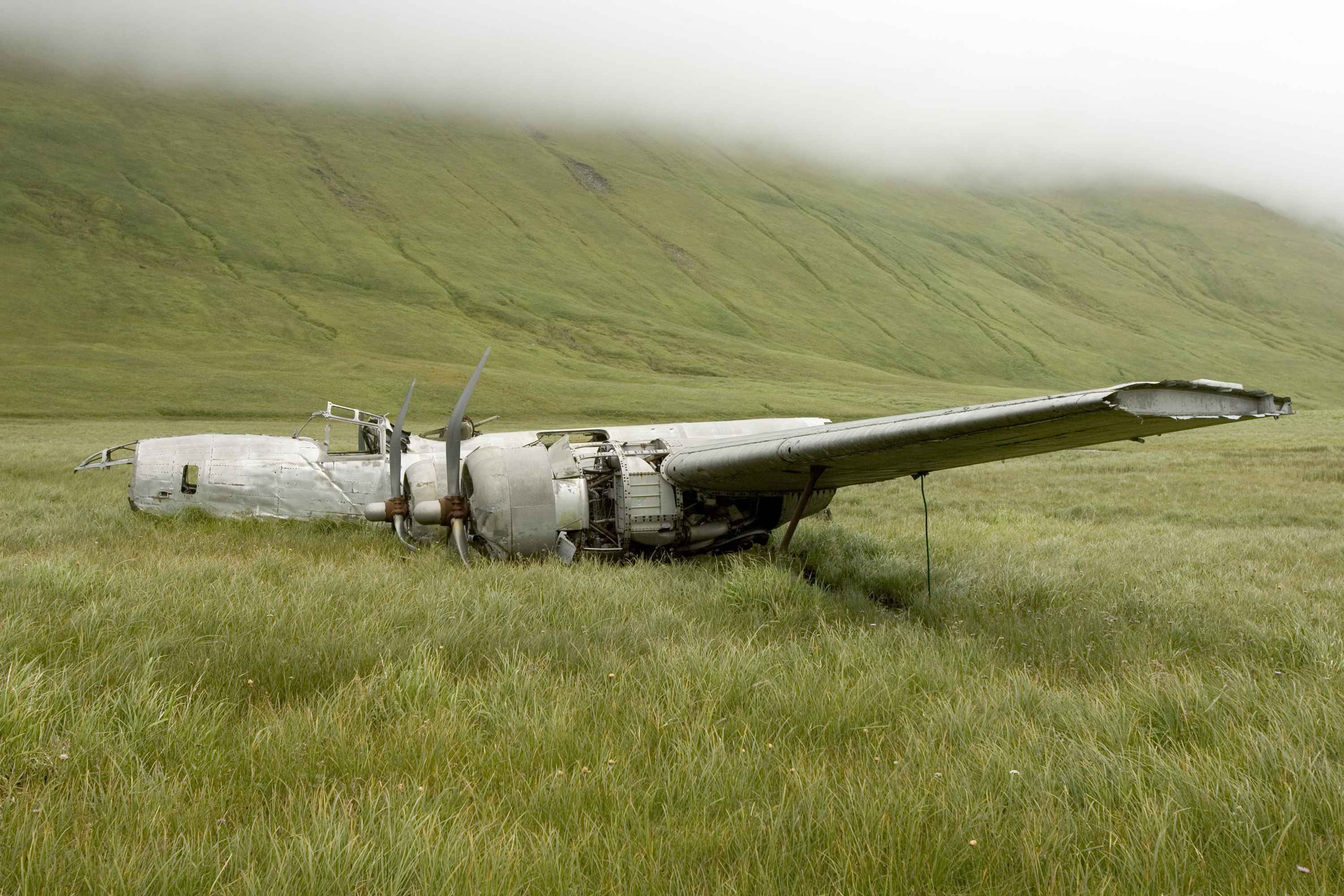
アトカ島にあるアトカB-24Dリベレーター（アラスカ州）

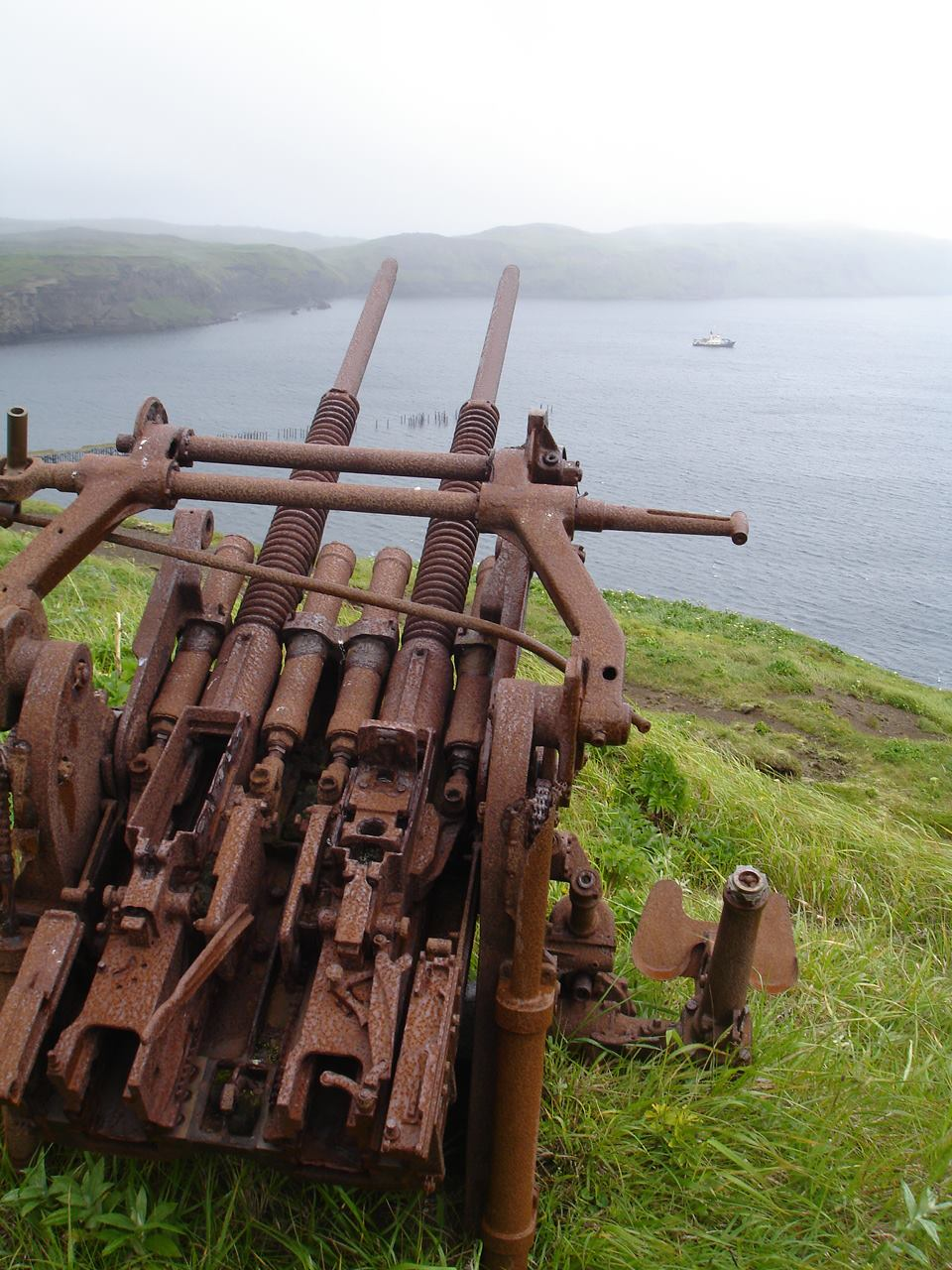
キスカ島に放置された九六式二十五粍高角機銃

アリューシャン列島第二次世界大戦国定記念碑（アリューシャンれっとうだいにじせかいたいせんこくていきねんひ）は、アメリカ合衆国の国定記念碑で、アリューシャン列島のアラスカ州に位置する。アラスカ海洋国立野生生物保護区内の4つの島に所在する。2008年12月5日、ジョージ・W・ブッシュの大統領令により、アラスカ州、カリフォルニア州、ハワイ州の各地にある太平洋の第二次世界大戦勇者国定記念碑の一部として指定された。ジョン・D・ディンゲル・ジュニア保護・管理・レクリエーション法が2019年3月12日に制定され、国定記念碑は州ごとに独立した単位として分離された。アメリカ合衆国魚類野生生物局が管理している。
国定記念碑は3つのサイトを含む。
- アッツ島の戦い戦場遺構がアッツ島に4地区、合計約2,600エーカー (11 km2)
- 日本占領地がキスカ島とリトル・キスカ島に5地区、合計約2,345エーカー (9.49 km2)
- アトカB-24Dリベレーター墜落現場がアトカ島に1地区、面積約5エーカー (0.020 km2)